# The Fades (Fernsehserie)
The Fades ist eine britische Mystery-Horrorserie von Jack Thorne, die für den britischen Fernsehsender BBC Three produziert wurde.

## Handlung
Der Teenager Paul Roberts ist ein Außenseiter an seiner Highschool. Viel schlimmer ist für ihn jedoch, dass er Nacht für Nacht Albträume von Gestalten aus dem Jenseits hat. Schnell wird ihm klar, dass sie mehr als nur Träume sind. Er wendet sich an seinen einzigen Freund Mac und den Therapeuten Dr. Tremlett, aber diese können ihm nicht helfen. Eines Tages begegnet er Neil Valentine, der ihm erklärt, dass er die Begabung hat, Fades zu sehen. Bei den Fades handelt es sich um Geister, denen der Aufstieg in die Geisterwelt versagt blieb. Deshalb ziehen sie planlos durch die Welt. Für die meisten Menschen sind sie nicht wahrnehmbar, doch Berührungen mit Menschen verursachen ihnen Schmerzen. Neil ist Mitglied der Angelics, die die Aufgabe übernommen haben, die Fades zu beobachten und Konflikte abzuwenden.
Pauls Antagonist John – auch bekannt als Geist Polus – fiel im Krieg, wurde zum Fade und musste jahrzehntelang mit ansehen, wie seine Frau ein unglückliches Leben führte und schließlich mit aufgeschnittenen Pulsadern aus dem Leben schied. John legte sich unter ihren Arm, ertrug den Schmerz, den das tropfende Blut ihm verursachte, und entdeckte so unabsichtlich, dass Fades wieder in die Welt der Lebenden zurückkehren können, indem sie Menschenblut und -fleisch zu sich nehmen. Zudem sind sie dann unsterblich.
Fest entschlossen, die Menschheit für sein erlittenes Leid büßen zu lassen, holt John immer mehr Fades zurück in die Welt. Dass dazu immer mehr Morde notwendig werden, kümmert ihn nicht. Paul erkennt, dass nur er John davon abhalten kann, die Menschheit zu vernichten. Obgleich es in seiner überirdischen Macht läge, John zu vernichten, sucht er einen Weg, ihn zu erlösen.

## Hintergrund
Die Serie wurde ab Ende März 2011 in South Oxhey, Oxhey, Watford, Hemel Hempstead und Hatfield gedreht. Die Schulszenen wurden an der Queens School in Bushey gefilmt. Am 5. April 2012 gab der Sender die Absetzung der Serie bekannt. Als Grund wurden die Sparmaßnahmen des Senders angegeben.
Die Serie gewann 2012 den BAFTA-Award in der Kategorie Beste Fernsehserie.

## Besetzung und Synchronisation
| Rolle                   | Schauspieler       | Episoden    | Synchronsprecher          |
| Hauptrollen             | Hauptrollen        | Hauptrollen | Hauptrollen               |
| ----------------------- | ------------------ | ----------- | ------------------------- |
| Paul Roberts            | Iain De Caestecker | 1–6         | Julius Jellinek           |
| Sarah Etches            | Natalie Dormer     | 1–6         | Giuliana Jakobeit         |
| Mark Etches             | Tom Ellis          | 1–6         | Peter Lontzek             |
| Neil Valentine          | Johnny Harris      | 1–6         | Michael Iwannek           |
| Michael „Mac“ Armstrong | Daniel Kaluuya     | 1–6         | Ricardo Richter           |
| Helen                   | Daniela Nardini    | 1–6         | Iris Artajo               |
| Meg Roberts             | Claire Rushbrook   | 1–6         |                           |
| John (Polus)            | Joe Dempsie        | 3–6         |                           |
| Nebenrollen             |                    |             |                           |
| Anna Roberts            | Lily Loveless      | 1–6         | Kaya Marie Möller         |
| Jay                     | Sophie Wu          | 1–6         | Julia Kaufmann            |
| DCI Armstrong           | Robbie Gee         | 1–6         | Wolfgang Wagner           |
| Dr. Tremlett            | Francis Magee      | 1–6         | Hans-Jürgen Wolf          |
| Polus                   | Ian Hanmore        | 1–4         |                           |
| DC Firth                | Theo Barklem-Biggs | 1–5         | Constantin von Jascheroff |
| Natalie                 | Jenn Murray        | 1–5         |                           |
| Steve McEwan            | Chris Mason        | 1–5         |                           |

## Veröffentlichung
In Großbritannien lief die Serie vom 21. September bis zum 26. Oktober 2011 auf dem Sender BBC Three. In den USA erfolgte die Ausstrahlung der Serie ab dem 14. Januar 2012 bei BBC America.
In Deutschland war die Serie vom 13. bis zum 18. Juli 2012 bei ZDFneo zu sehen.
In Großbritannien erschien die Serie am 21. Februar 2012 auf DVD, in Deutschland ist sie seit dem 27. Juli 2012 erhältlich.

## Episodenliste
| Nr. (ges.) | Nr. (St.) | Deutscher Titel         | Originaltitel | Erstausstrahlung GB | Deutschsprachige Erstausstrahlung (D) | Regie            | Drehbuch    |
| ---------- | --------- | ----------------------- | ------------- | ------------------- | ------------------------------------- | ---------------- | ----------- |
| 1          | 1         | Zwischen den Welten     | Episode 1     | 21. Sep. 2011       | 13. Juli 2012                         | Farren Blackburn | Jack Thorne |
| 2          | 2         | Zwei Leben              | Episode 2     | 28. Sep. 2011       | 14. Juli 2012                         | Farren Blackburn | Jack Thorne |
| 3          | 3         | Menschenfleisch         | Episode 3     | 5. Okt. 2011        | 15. Juli 2012                         | Farren Blackburn | Jack Thorne |
| 4          | 4         | Die Spiegelung          | Episode 4     | 12. Okt. 2011       | 16. Juli 2012                         | Farren Blackburn | Jack Thorne |
| 5          | 5         | Verlasst die Stadt!     | Episode 5     | 19. Okt. 2011       | 17. Juli 2012                         | Tom Shankland    | Jack Thorne |
| 6          | 6         | Asche, nichts als Asche | Episode 6     | 26. Okt. 2011       | 18. Juli 2012                         | Tom Shankland    | Jack Thorne |